# Il ricco e il povero (programma televisivo)
Il ricco e il povero è un programma televisivo italiano, trasmesso su NOVE in prima serata con protagonista Chef Rubio.

## Il programma
Il programma ruota intorno a Rubio e un ospite vip diverso per ogni puntata, che dovranno trascorrere un breve viaggio insieme in una città del mondo, diversa di volta in volta. Durante l'avventura turistica, i due protagonisti devono affrontare alternativamente prove individuali e di coppia, in cui chi vince si aggiudica la possibilità di alloggiare in residenze di lusso ed altri agi, mentre chi perde deve vivere in contesti più popolari o rustici.
Alla fine della puntata, anche il rientro in Italia viene deciso con un'ultima sfida chiamata "prova rimpatrio", dove chi vince torna in aereo e chi perde rientra con un mezzo più scomodo.
Dopo i buoni ascolti della puntata pilota del 29 giugno 2016 trasmessa da NOVE e DMAX con Rubio e Costantino della Gherardesca, Discovery produce altre cinque puntate con ospiti diversi ad affiancare il cuoco frascatano, con la collaborazione di Vueling.

## Ascolti
| Puntata | Data             | Ospite                       | Città visitata | Telespettatori | Share |
| ------- | ---------------- | ---------------------------- | -------------- | -------------- | ----- |
| 1       | 20 gennaio 2017  | Carmen Russo                 | Atene          | 285.000        | 1,10% |
| 2       | 27 gennaio 2017  | Fabio Canino                 | Budapest       | 298.000        | 1,20% |
| 3       | 3 febbraio 2017  | Massimiliano Rosolino        | Porto          | 312.000        | 1,20% |
| 4       | 10 febbraio 2017 | Costantino della Gherardesca | Marrakech      | N/C            | N/C   |
| 5       | 17 febbraio 2017 | Arisa                        | Copenaghen     | 299.000        | 1,10% |
| 6       | 24 febbraio 2017 | Francesco Pannofino          | Siviglia       | 385.000        | 1,50% |
| #       | Media Auditel    | Media Auditel                | Media Auditel  | 316.000        | 1,22% |